# Campeonato Mundial de Rugby M19 División A de 1999
El Campeonato Mundial de Rugby M19 de 1999 se disputó en Gales y fue la trigésima primera edición del torneo en categoría M19.

## Resultados

### Dieciseisavos de final
| 26 de marzo | Gales | 39 - 7 | Inglaterra |  |  |

| 26 de marzo | Argentina | 55 - 11 | Polonia |  |  |

| 26 de marzo | Sudáfrica | 31 - 0 | Uruguay |  |  |

| 26 de marzo | Francia | 21 - 10 | Escocia |  |  |

| 26 de marzo | Nueva Zelanda | 63 - 15 | Rumania |  |  |

| 26 de marzo | Canadá | 15 - 12 | Japón |  |  |

| 26 de marzo | Georgia | 3 - 48 | Irlanda |  |  |

| 26 de marzo | Italia | 29 - 14 | Chile |  |  |

### Cuartos de final 9° al 16° puesto
| 29 de marzo | Chile | 11 - 8 | Georgia |  |  |

| 29 de marzo | Inglaterra | 89 - 3 | Polonia |  |  |

| 29 de marzo | Rumania | 18 - 16 | Japón |  |  |

| 29 de marzo | Escocia | 37 - 12 | Uruguay |  |  |

### Cuartos de final 1° al 8° puesto
| 29 de marzo | Gales | 29 - 5 | Argentina |  |  |

| 29 de marzo | Sudáfrica | 33 - 24 | Francia |  |  |

| 29 de marzo | Italia | 15 - 24 | Irlanda |  |  |

| 29 de marzo | Nueva Zelanda | 74 - 0 | Canadá |  |  |

### Semifinal 13° al 16° puesto
| 1 de abril | Japón | 35 - 20 | Georgia |  |  |

| 1 de abril | Uruguay | 17 - 5 | Polonia |  |  |

### Semifinal 9° al 12° puesto
| 1 de abril | Escocia | 18 - 13 | Inglaterra |  |  |

| 1 de abril | Chile | 18 - 12 | Rumania |  |  |

### Semifinal 5° al 8° puesto
| 1 de abril | Francia | 17 - 3 | Argentina |  |  |

| 1 de abril | Canadá | 21 - 13 | Italia |  |  |

### Semifinales Campeonato
| 1 de abril | Gales | 10 - 10 | Sudáfrica |  |  |

| 1 de abril | Nueva Zelanda | 21 - 15 | Irlanda |  |  |

### 15° puesto
| 4 de abril | Polonia | 23 - 15 | Georgia |  |  |

### 13° puesto
| 4 de abril | Japón | 24 - 0 | Uruguay |  |  |

### 11° puesto
| 4 de abril | Inglaterra | 27 - 15 | Rumania |  |  |

### 9° puesto
| 4 de abril | Escocia | 45 - 0 | Chile |  |  |

### 7° puesto
| 4 de abril | Argentina | 34 - 8 | Italia |  |  |

### Quinto puesto
| 4 de abril | Francia | 46 - 16 | Canadá |  |  |

### Tercer puesto
| 4 de abril | Sudáfrica | 27 - 20 | Irlanda |  |  |

### Final
| 4 de abril | Gales | 0 - 25 | Nueva Zelanda |  |  |

| Bandera de Nueva Zelanda |
| Campeón Nueva Zelanda    |
| Primer título            |